# Triángulo de cuatro
Triángulo de cuatro è un film drammatico del 1975 diretto da Fernando Ayala.

## Trama
Felipe, uomo d'affari in ascesa professionale, si divide tra due donne opposte tra loro. Laura, moglie, madre e casalinga perfetta, dipende totalmente dal marito dal punto di vista economico e sociale. Sandra è invece una donna indipendente, che ha raggiunto la propria autonomia professionale e finanziaria con le sue sole forze. Il triangolo così costituito si trasforma in un quadrato quando entra in scena il giovane Martín.

## Produzione
La sceneggiatura fu scritta da María Luisa Bemberg e, come altre opere dell'autrice, il film presenta una lettura femminista della società. In particolare, il film indaga il matrimonio tradizionale di una coppia in crisi, che a un certo punto si apre a nuove esperienze.
Come già avvenuto per Crónica de una señora, la sceneggiatrice non fu contenta della resa finale del film, ritenendo che la componente femminista fosse stata deformata dallo sguardo maschile; per tale motivo, da quel momento in poi María Luisa Bemberg decise di curare personalmente la regia delle proprie opere.

## Accoglienza
Carlos Morelli scrisse: "È un peccato che molte volte i dialoghi contraddicano la verità che il resto assicura, usando altisonanti e cifre che oggi sono patrimonio esclusivo delle telenovele".
El Cronista Comercial affermò: "I maggiori meriti possono essere trovati nel lavoro cinematografico propriamente detto e nel lavoro di recitazione in sé". Il critico Agustín Mahieu apprezzò l'opera sostenendo: "Fernando Ayala ha condotto questa visione, forse di parte, ma abbastanza ironica, un po' schematica ma con sufficiente sostegno nella realtà con un'efficienza che si rivela in dettagli spesso trascurati nel cinema argentino".
Sabrina Odoguardio evidenziò: "è una sceneggiatura femminista, anche se ancora molto tiepida, fatta eccezione per il personaggio interpretato da Borges".
Manrupe e Portela, nel loro volume Un diccionario de films argentinos (1930-1995) definirono il film "Descrizione della vita borghese con una buona sceneggiatura. Un ritorno di Ayala all'ironia, in un film di produzione routinaria, ma interessante nel tema".